# Droga wojewódzka 822
Die Droga wojewódzka 822 (DW 822) ist eine neun Kilometer lange Droga wojewódzka (Woiwodschaftsstraße) in der polnischen Woiwodschaft Lublin, die Lublin mit Świdnik verbindet. Die Strecke liegt in der kreisfreien Stadt Lublin und im Powiat Świdnicki.

## Streckenverlauf
Woiwodschaft Lublin, Kreisfreie Stadt Lublin
-  Lublin (S 12, S 17, S 19, DK 19, DK 82, DW 809, DW 830, DW 835)

Woiwodschaft Lublin, Powiat Świdnicki
-  Świdnik (S 12, S 17)